# ATP Volvo International 1988
Il Volvo International 1988 è stato un torneo di tennis giocato sul cemento del Stratton Mountain Resort di Stratton Mountain negli Stati Uniti. Il torneo fa parte del Nabisco Grand Prix 1988. Si è giocato dal 25 luglio al 1º agosto 1988.

## Campioni

### Singolare maschile
Andre Agassi ha battuto in finale  Paul Annacone con il punteggio di 6–2, 6–4

### Doppio maschile
Jorge Lozano /  Todd Witsken hanno battuto in finale  Pieter Aldrich /  Danie Visser con il punteggio di 6–3, 7–6